# 斯潘塞 (麻薩諸塞州)
斯潘塞（英語：Spencer）是一個位於美國麻薩諸塞州烏斯特縣的鎮。

## 人口
根據2020年美國人口普查的數據，斯潘塞的面積為88.20平方千米，當中陸地面積為85.10平方千米，而水域面積為3.10平方千米。當地共有人口11992人，而人口密度為每平方千米136人。